# Deseos de mujer
Deseos de mujer (en portugués: Desejos de mulher) es una telenovela brasileña emitida por TV Globo, desde el 21 de enero hasta el 24 de agosto de 2002, en sustitución de As Filhas da Mãe y reemplazada por O Beijo do Vampiro.
Escrita por Euclydes Marinho, con base en el libro Fashionable Late por Olivia Goldsmith, en colaboración con Angela Carneiro, Denise Bandeira, João Emanuel Carneiro, Vinícius Vianna y Graça Motta, dirigida por Amora Mautner y Vinícius Coimbra, con la dirección general de Dennis Carvalho y José Luiz Villamarim sobre núcleo de Dennis Carvalho.
Protagonizada por Glória Pires, Regina Duarte, Eduardo Moscovis y Herson Capri, con las participaciones antagónicas de Alessandra Negrini, Mel Lisboa, Márcio Kieling y José de Abreu. Cuenta con las actuaciones estelares de José Wilker, Renata Sorrah y Cássio Gabus Mendes.

## Reparto
| Actor                  | Personaje                      |
| ---------------------- | ------------------------------ |
| Regina Duarte          | Andréia Vargas                 |
| Glória Pires           | Júlia Moreno                   |
| Herson Capri           | Diogo Valente                  |
| Eduardo Moscovis       | Francisco "Chico" Maia         |
| Alessandra Negrini     | Selma Dumont (Karen)           |
| Drica Moraes           | Gilda                          |
| Cássio Gabus Mendes    | Renato Moreno                  |
| José de Abreu          | Bruno Vargas                   |
| Mel Lisboa             | Gabriela Diniz                 |
| Márcio Kieling         | Roberto Martins (Beto)         |
| Regiane Alves          | Letícia Miranda Moreno         |
| Vera Holtz             | Bárbara Toledo                 |
| Hugo Carvana           | Atílio Miranda                 |
| Sílvia Pfeifer         | Virgínia                       |
| Evandro Mesquita       | Bill                           |
| Walderez de Barros     | Judite Moreno                  |
| Nelson Dantas          | Ubaldo Moreno                  |
| Rosi Campos            | Marlene Motta                  |
| Otávio Müller          | Tadeu Borges                   |
| Betty Gofman           | Nair                           |
| Tonico Pereira         | Kléber                         |
| Miriam Pires           | Isaura                         |
| Chris Couto            | Sophie                         |
| Alice Borges           | Frida                          |
| Mariana Lima           | Antônia Donaggio               |
| Fernando Alves Pinto   | Sandro                         |
| Cassiano Carneiro      | Hélio Roque                    |
| João Camargo           | Afrânio                        |
| Pedro Brício           | Juca                           |
| David Herman           | Mr. David                      |
| Cristina Amadeo        | Meire                          |
| Vanessa Gerbelli       | Gongon (Gonçala)               |
| Stepan Nercessian      | Apolinário                     |
| Thereza Piffer         | Euzeni                         |
| Bernardo Marinho       | Bernardo Miranda Moreno        |
| Bruno Bezerra          | Pirulito                       |
| Sérgio Rufino          | Cristiano                      |
| Aline Aguiar           | Camila                         |
| Juliana Didone         | Tati                           |
| Nathália Rodrigues     | Patrícia "Paty" Vonnegut Britz |
| Joana Motta            | Olívia                         |
| Rocco Pitanga          | Joaquim                        |
| Rodrigo Hilbert        | Pablo                          |
| Daniel Del Sarto       | Nicolau Toledo Valente         |
| Luiza Mariani          | Xana                           |
| Marcelo Laham          | Vavá                           |
| José Wilker            | Ariel Britz                    |
| Renata Sorrah          | Rachel Vonnegut                |
| Alexandre Herchcovitch | Okky                           |